# Portugiesische Judomeisterschaften 2012
Die Portugiesischen Judomeisterschaften 2012 fanden am 2. Dezember 2012 im Pavilhão Multiusos der Kreisstadt Odivelas statt. Odivelas war zum zweiten Mal in Folge Schauplatz der Titelkämpfe.

## Ergebnisse

### Männer
| Gewichtsklasse | Gold           | Silber           | Bronze                        |
| -------------- | -------------- | ---------------- | ----------------------------- |
| - 60 kg        | Nuno Carvalho  | Nelson Santos    | Manuel Sousa João Castro      |
| - 66 kg        | Pedro Jacinto  | Diogo César      | Philippe Reis Gonçalo Silva   |
| - 73 kg        | Nuno Saraiva   | Jorge Fernandes  | Paulo Rolao Anfré Alves       |
| - 81 kg        | Miguel Martins | Carlos Luz       | Mario Camoes Pedro Medeiros   |
| - 90 kg        | Hugo Silva     | Ryan Melo        | Tiago Rodrigues Ricardo Louro |
| - 100 kg       | Jorge Fonseca  | Alejandro Martin | Andrei Sanduta António Silva  |
| + 100 kg       | Luis Carmo     | Diogo Silva      | Hugo Angelo                   |

### Frauen
| Gewichtsklasse | Gold            | Silber           | Bronze                         |
| -------------- | --------------- | ---------------- | ------------------------------ |
| - 48 kg        | Leandra Freitas | Joana Diogo      | Catarina Correia Diana Gouveia |
| - 52 kg        | Ana Sousa       | Ines Ribeiro     | Mariana Goncalves              |
| - 57 kg        | Doina Babcenco  | Joana Cesario    | Ana Jorge Joana Nunes          |
| - 63 kg        | Filipa Almeida  | Carmen Nitu      | Ana Correia Carina Gouveia     |
| - 70 kg        | Ana Sena        | Andreia Zeferino | Laritza Suarez                 |
| + 70 kg        | Joana Costa     | Liliana Ferreira | Claudia Medeiros               |